# 道の駅都城NiQLL
道の駅都城NiQLL（みちのえき みやこのじょうニクル）は、宮崎県都城市にある国道10号の道の駅である。

## 概要
1983年（昭和58年）に都城圏域地場産業振興センターとして設立され、その後2001年（平成13年）に道の駅都城として登録、令和元年度重点道の駅、防災道の駅の指定を受けて改築を行い2023年（令和5年）4月22日にリニューアルオープン、旧施設の解体と駐車場の整備を終え同年11月11日にグランドオープンした。この時に愛称NiQLLが設定されその後は現名称として扱われている。愛称の由来は名産の肉から「肉る」という造語と「～に来る」という言葉をかけたもの。指定管理者は再整備に際して一般財団法人都城圏域地場産業振興センターを発展的に解消し市が出資して設立した「株式会社ココニクル都城」（法人番号：7350001017035）。

## 歴史
- 2001年（平成13年）8月21日 - 道の駅第17回登録において、「道の駅都城」として登録[1]。
- 2023年（令和5年）
  - 4月22日 - 「都城NiQLL」としてリニューアルオープン[2]。
  - 11月11日 - 旧施設の解体と駐車場の整備を終え、グランドオープン[3]。

## 施設
- 駐車場

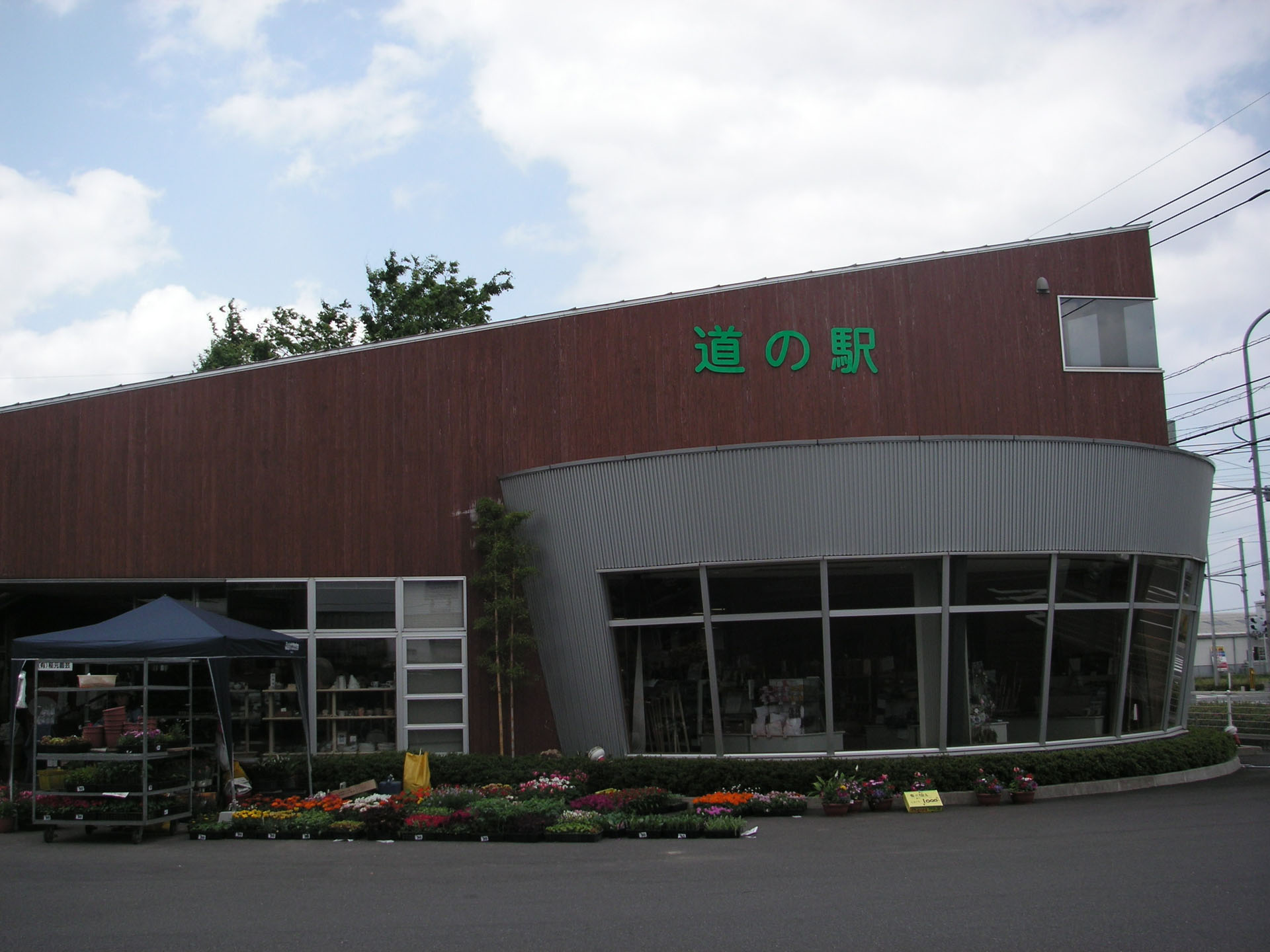
2023年2月まで使用された初代施設（2006年撮影）

  - 184台（普通車166台、大型車18台）
  - 身障者・妊婦向け屋根付き優先駐車スペース 7台
- トイレ
  - 男性用 大（洋式）13器、小13器
  - 女性用 洋式31器
  - 身障者用 4器
- 授乳室
- 防災施設（非常用電源、備蓄倉庫）
- 情報室（情報モニター、公衆無線LAN）
- 観光案内所
- オフィス
- イベント広場
- 物産館
- レストラン
- 遊具広場

## 休館日
- 1月1日（物産販売コーナー）

## アクセス
- 国道10号 - 登録路線
  - 国道221号

## 周辺
- E10 宮崎自動車道 都城IC
- ユースホステル都城
- 都城ラジオ中継局